# Myllyjärvi (sjö i Finland, Mellersta Österbotten)
Myllyjärvi är en sjö i Finland. Den ligger i kommunen Perho i landskapet Mellersta Österbotten, i den centrala delen av landet, 300 km norr om huvudstaden Helsingfors. Myllyjärvi ligger 174 meter över havet. Arean är 24,9 hektar och strandlinjen är 2,91 kilometer lång. Sjön  ingår i Perho å huvudavrinningsområde. 